# Tomorrow (singolo SR-71)
Tomorrow è un singolo del gruppo musicale statunitense SR-71, pubblicato nel 2002.

## Tracce
1. Tomorrow – 3:48 (Mitch Allan)

## Formazione
- Jeff Reid - basso, cori
- Dan Garvin - batteria, percussioni, cori
- Mark Beauchemin - chitarra, tastiere, cori
- Mitch Allan - chitarra, voce

## Classifiche
- Alternative Songs: 18[1]